# Новый Быт (Амурская область)
Но́вый Быт — село в Ромненском районе Амурской области, Россия. Входит в Каховский сельсовет.

## География
Село Новый Быт стоит на левом берегу реки Томь (левый приток Зеи).
Село Новый Быт расположено к северо-западу от районного центра Ромненского района села Ромны.
Автомобильная дорога к селу Новый Быт идёт от Ромны через административный центр Каховского сельсовета село Каховка и через село Новое Белогорского района. Расстояние до Каховки — 26 км, расстояние до Ромны — 36 км.
На восток от села Новый Быт (вверх по левому берегу реки Томь) идёт дорога к селу Новолиствянка.

## Население
| 2002 | 2010 | 2012 | 2013 | 2014 | 2015 | 2016 |
| ---- | ---- | ---- | ---- | ---- | ---- | ---- |
| 174  | ↘162 | ↘161 | ↘157 | ↘153 | ↗154 | ↘149 |
| 2017 | 2018 |      |      |      |      |      |
| →149 | ↘144 |      |      |      |      |      |